# Cría equina
La cría equina es el conjunto de operaciones orientadas a que nazcan y crezcan animales equinos domésticos, pertenecientes a las especies Equus ferus caballus (caballo) y Equus africanus asinus (burro o asno), o de híbridos tales como mulas y burdéganos (producto del cruce de las dos especies anteriores). Esta actividad proporciona animales para la práctica de deportes, y/o para la recreación, y/o para la alimentación (carne, leche de yegua), y/o para tirar carruajes o pesos, y/o para usos diversos a través de subproductos (cueros, estiércol), etc.
Ha sido el proceso de cría el que ha conducido a la domesticación del caballo y al surgimiento de razas especializadas. Estas actividades hoy día están reglamentadas, y en particular en Europa se debe satisfacer la normativa del paquete de higiene (reglamentos 178/2002, 852/2004, y 183/2005). A nivel internacional, las reglas son establecidas por la Organización Mundial de Sanidad Animal así como por el Codex Alimentarius. En Francia, todas las actividades ligadas a la cría equina son consideradas dentro del llamado régimen agropecuario.

## Historia
La cría de caballos se remonta a la Antigüedad. Históricamente esto ha sido un asunto político, aunque inicialmente el interés de los historiadores por esta cuestión no ha sido mucho, incluso en la sociedad europea en donde la clase de los caballistas, considerada como privilegiada, era la que se ocupaba de la cría y del uso que se le daba a los animales, imponiendo de hecho sus propios criterios. Pero claro, el pensamiento intelectual de estas personas estaba alejado de las preocupaciones del pueblo. Otra cuestión a tener en cuenta, residía en el aspecto militar de esta cría, y a pesar de que algunos historiadores como André Corvisier estudiaron este aspecto, la cría equina siguió siendo algo un tanto especial, al punto que Daniel Roche se refiere a un «esoterismo caballista» o «esoterismo hipologista». Pero bueno, dado que hasta no hace mucho el caballo estaba muy presente en la vida cotidiana, corresponde pensar que no atrajo particularmente el interés de muchos historiadores.
La cría equina británica, por cierto, tuvo y tiene gran reputación y los ingleses se atribuyen «haber desarrollado» el buque insignia de la equitación mundial, el pura sangre inglés, así como la monta a la inglesa de incuestionable valoración.
El desarrollo de los haras nacionales en Francia, fuertemente unidos al régimen absolutista, de hecho tuvo repercusiones sobre la sociedad toda de esa época, ya que entonces era el Estado el que intentaba controlar y centralizar la cría de caballos. Y, por cierto, los criadores privados se sintieron desposeídos y relegados. El Reino de Francia tenía necesidad de caballos para abastecer a sus tropas, y la cría sobre todo estaba orientada por la calidad de los padrillos puesto que las yeguas entonces eran poco consideradas (lo que obviamente era un error, así actuando incluso contrariamente a lo que sucedía en Inglaterra). La idea entonces dominante en Francia (aunque errónea), parecía haber sido que cruzando un gran y bello semental con una yegua de nivel medio, produciría casi siempre crías mejoradas, puesto que los rasgos y las características del padrillo eran los dominantes. Pero además se cometía otro error: la realeza y los haras especialmente buscaban un tipo de caballo, o sea, no se razonaba entonces en términos de razas sino en términos de tipos, lo que en los hechos provocó la desaparición de ciertas razas, debido a los reiterados cruzamientos.
Las principales regiones francesas de cría de caballos de monta en la época de la Revolución Francesa, eran la Normandía y el Lemosín. Pero la mejor selección para obtener caballos de guerra era y es, por cierto, diferente de la que debe hacerse para producir caballos destinados a otros usos y los especialistas sabían bien entonces que los Purasangre no eran una buena elección; en efecto, los de raza Bidet muy rústicos de Bretaña, eran capaces de alimentarse con pastos duros e incluso algo espinosos y resistían mucho mejor privaciones y fatigas asociadas con las guerras, que los bellos «caballos con estampa».
Algunos hipologistas de esos días intentaron conciliar «lo bueno con lo bello» en el caballo, tratando de acompasar la producción regional con las necesidades del país todo. Pero, justamente, ello generó conflictos y diferencias en relación con la cría de caballos, con más aspectos negativos que positivos.

## Especificidades de la cría de equinos
El término equino reúne tanto a caballos como a asnos y cebras, puesto que entre otras cosas existen híbridos surgidos de estas tres especies (consultar: Cebrallo; Zebrasno; Zebroide; Burdégano; Mulo, Mulasno; etc).
De todas maneras, cuando se hace referencia a la cría equina sin una especificación particular, generalmente debe entenderse que se alude exclusivamente a caballos. En efecto, el propio diccionario de la Real Academia Española establece, que al usarse "equino" como nombre masculino se está haciendo «"referencia a un animal de una de las especies equinas"», y que al usarse "equino" o "equina" como adjetivo se alude a algo «"perteneciente o relativo al caballo"». Y definiciones de otros diccionarios son enteramente coincidentes con este enfoque. Por otra parte, diccionarios de sinónimos señalan a "caballar", "hípico", y "ecuestre", como sinónimos de "equino". Ahora bien, recurriendo nuevamente al diccionario, cabe observar que "cría", "criar", "criadero", en cuanto actividad humana orientada a otras especies, refieren a los cuidados y la atención dedicados a favorecer la reproducción de cierto tipo de animal.
Lo anterior en alguna medida concuerda con el hecho de que las existencias de caballos así como el número de las razas de éstos (a nivel mundial), superan los respectivos valores de existencias y de número de razas de los asnos (o burros). En 2007, por ejemplo, la población mundial de caballos y yeguas se estimó en más de 58 millones de animales, de estos más de 9,5 millones estaban en Estados Unidos y le seguían China con 7,4 millones, México con 6,6 millones, Brasil con 5,7 millones, Argentina con 3,5 millones, Colombia con 2,5 millones, Mongolia con 2 millones, Etiopía con 1,65 millones, Rusia con 1,3 millones, Kazajistán con 1,1 millones, Rumania con 850 mil, Ucrania con 600 mil, Alemania con 500 mil, Francia con 400 mil, etc. Algunas fuentes incluso estimaron la población total de caballos en 75 millones, siendo tal vez China el país con más animales, 10 millones.
Dentro de los Estados Unidos los estados con más equinos entonces eran Texas con casi un millón, California con 700 mil, 500 mil más en Florida, y 300 mil cada uno tanto Oklahoma como Kentucky, Ohio, y Misuri, etc. Esta población es más numerosa y más esparcida que la de burros (o asnos), actualmente estimada en 44 millones, entre ellos 5 millones en Etiopía, 1,69 millones en Egipto, un millón en Nigeria, 678.000 en Sudán, 611.000 en Malí, 455.000 en Burkina Faso, 450.000 en Níger, 300.000 en Kenia, etc. En lo que concierne al número de razas de caballos, cabe acotar que en el sitio digital '20 minutos' se señalan dos listas, una con 74 razas, y la otra con 119 razas. En España por su parte, se estimó que en el año 2003 habían 424.373 cabezas de ganado caballar, y que había unas veinte razas de caballos, y siete razas de asnos.
Los ancestros silvestres africanos de los burros o asnos (Equus africanus asinus) fueron domesticados hace unos cinco mil o seis mil años, prácticamente al mismo tiempo que los caballos de Eurasia, y desde entonces han sido utilizados por el hombre como animales de carga y como cabalgadura. Pero claro, el caballo es más ágil y rápido, y ha sido usado tanto en el transporte de personas y cargas como en la guerra
 y como en los deportes y como en la equinoterapia, y como en paseos y actividades de esparcimiento y socialización, y ello le ha dado una mayor visibilidad así como un mayor interés por la cría y por el desarrollo y conservación de las distintas razas.
Las ocupaciones relacionadas con la cría equina son varias, y entre ellas el criador es el actor principal; de una manera o de otra, todas estas ocupaciones están ligadas con la cría y la selección de los diferentes equinos, con el fin último de desarrollar una actividad comercial o en algún sentido benéfica.
El criador es quien supervisa el conjunto de estas operaciones y del manejo, a efectos de hacer reproducir a estos animales en provecho de las actividades humanas, y es quien comercializa los propios equinos y sus productos (carne de caballo, carne de asno, estiércol, cueros, leche de burra, leche de yegua), y es quien genera los animales reproductores (padrillos y yeguas de cría).
La conducción de una orientación para la cría, sin duda es más larga y compleja para el caballo que para otros animales domésticos de tamaño más pequeño. El intervalo de gestación es de cinco a seis años como mínimo, y los animales tienen bastante longevidad (veinticinco años en promedio). Por lo general, las yeguas dan un potrillo cada vez (salvo excepciones), y una sola vez por año.
Si bien cada modelo de potrillo que nace es relativamente fijo desde el nacimiento, a través de la selección del cruzamiento, los criadores naturalmente tienen la posibilidad de influenciar sobre sus características.

### Condiciones requeridas
La cría equina requiere naturalmente un equipamiento y unas instalaciones adecuadas, así como cierta superficie. Una vasta zona herbácea sobre suelo natural es preferible por razones económicas. Un clima oceánico también es el más adaptado, ya que con clima continental, la hierba crece durante menos tiempo, lo que conlleva costos suplementarios en alimentación. Demasiada humedad tampoco es deseable, pues ello favorece el desarrollo de parásitos y, además, el caballo tolera mal la humedad estancada.
Igualmente, es necesario prever alimentación suplementaria así como paja. Conviene también tener en cuenta una relativa proximidad de los servicios veterinarios y de herrería.
Lo aconsejable es tener una hectárea de pasturas por cada animal, aunque esto puede variar según que se suplemente o no alimentación con ración, y según el tipo de caballo de que se trate: las yeguas de cría y para deporte, al ser menos rústicas, pueden requerir incluso hasta dos hectáreas. Los bovinos y ovinos pueden compartir sin problemas las pasturas con los caballos, ya que los primeros pueden alimentarse de los pastos no preferidos por estos últimos. Las condiciones de cría de caballos también varían enormemente según la raza de que se trate, ya que hay razas más rústicas que otras y, por tanto, los caballos son más o menos exigentes en cuanto a la alimentación, más o menos sensibles a las variaciones climáticas, más o menos propensos a enfermedades y a problemas en sus patas. En líneas generales se considera que la raza más frágil es el Purasangre, seguidos por caballos tipo trotador o silla francés. Los caballos árabes son bastante rústicos, así como los ponis y los caballos de tiro.

#### Cercado de predios e instalaciones

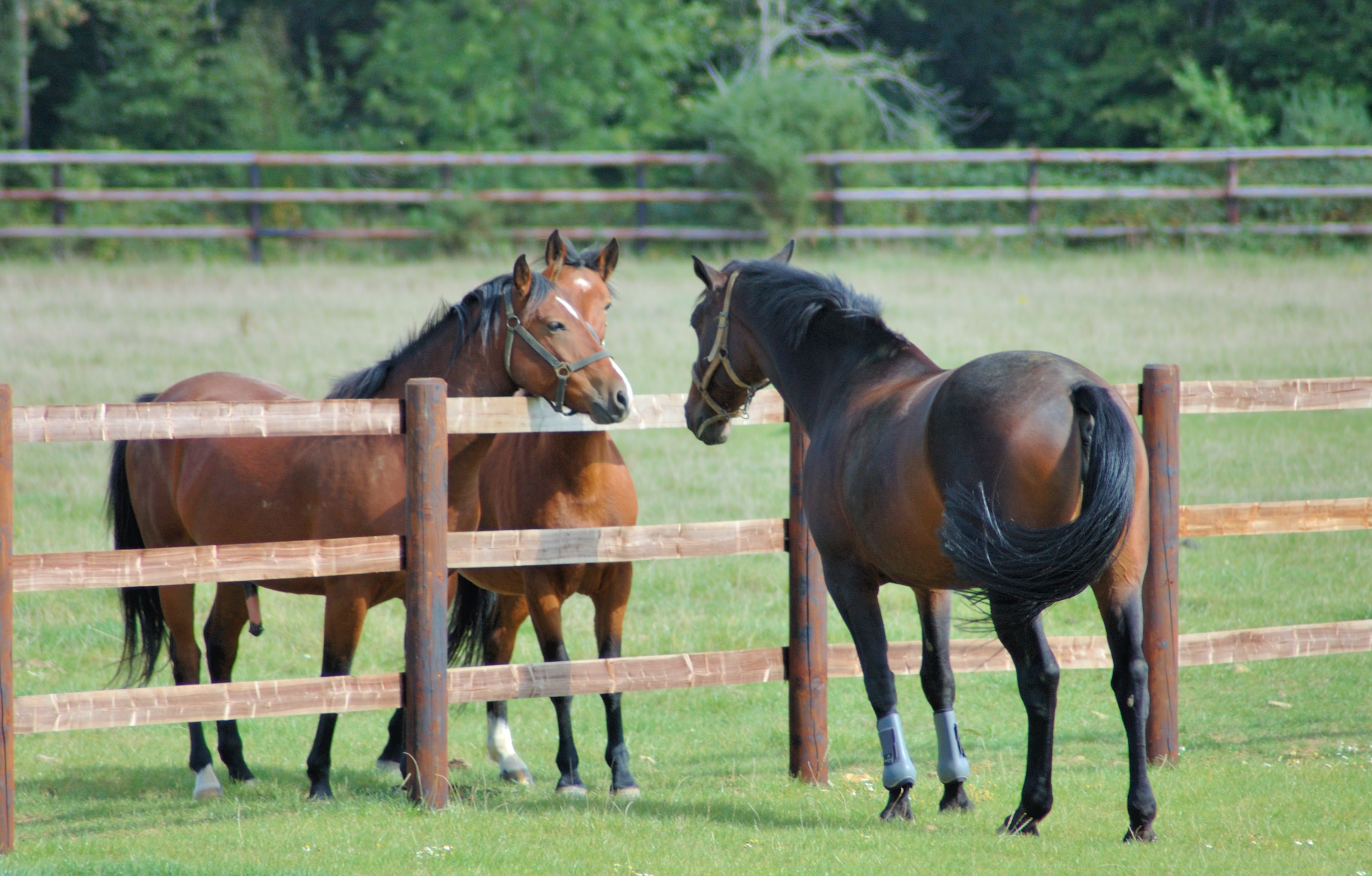
Área de pastos con cerca de madera.

Un buen cerramiento de un área de pastos para caballos, ante todo debe ser visible, sólido y suficientemente alto como para que los caballos no lo puedan traspasar por encima. No debe utilizarse alambre de púas en el cercado por las heridas que puede causar tanto en animales como en personas. En caso de que no sea posible dejar de usar este tipo de cerca con púas, también se deberá instalar una valla electrificada del lado donde se tengan los caballos, con el fin de enseñar a estos animales a no aproximarse a esa zona. Una de las mejores soluciones es instalar cercas con postes y travesaños de madera lisos y anchos.
Se requiere al menos una zona mínima cercada de pastizales. Y para evitar accidentes, se recomienda desecar zonas de agua o allí impedir el acceso a los animales. También se recomienda la instalación de un abrevadero regularmente alimentado con agua. Los setos espinosos igualmente deben ser eliminados. Y, además, se debe dotar al área de algún tipo de abrigo que permita a los animales protegerse de las inclemencias del tiempo y en particular de la lluvia.

#### Alimentación
En su ambiente natural, los équidos se alimentan de hierba, pero para el animal criado será necesario prever complementos a base de heno y de cereales, como por ejemplo la avena. A su vez, la alimentación del caballo puede estar complementada con frutas y verduras, pero solo a modo de snack o premio. Las frutas y verduras ideales para alimentar al caballo son zanahorias, fresas, plátanos, lechuga, remolacha, melón, calabaza, apio, sandía, uvas y pomelos, entre otros. Cabe aclarar que también hay frutas y verduras que no se recomiendan dar al caballo. Entre algunas de ellas están las manzanas y los albaricoques. Esto se debe a que tiene semillas que contienen cantidades mínimas de cianuro, que es muy tóxico para el caballo. Aunque las cantidades son bajas, es mejor evitarlas. También se recomienda evitar el aguacate, ya que comer algunas unidades puede provocar intoxicación en el animal.

### Gestión de la reproducción
Para los caballos de deporte, la inseminación artificial está muy extendida, aunque la reproducción en libertad es frecuente, especialmente en el caso de la cría de ponis o de caballos de recreación.

## Destinos de la cría

### Carreras de caballos
El Purasangre inglés es casi la única raza criada para las carreras de caballo, y entre ellos por ejemplo el Cuarto de Milla.
Cada año, se registran en Francia alrededor de 18 000 nuevos nacimientos con este destino. Esta actividad es la que demanda más animales, entre todas las relacionadas con el hipismo.
En Francia, las carreras de caballo representan una cifra de negocios cercana a los 11 000 millones de euros anuales, y entre ellos, las apuestas constituyen unos 10 000 millones. Existen más de 10 000 propietarios de caballos de carrera, y unos 30 000 caballos activos que participan en unas 18 000 carreras anuales organizadas en 233 hipódromos.

### Carreras de trotones
La historia del trotón está directamente ligado al desarrollo y al éxito de las carreras de trote, ya que para satisfacer la demanda de un público cada vez más numeroso y exigente, caballos son seleccionados a través de varias generaciones por sus aptitudes en la disciplina. Esta cría selectiva ha permitido la creación de varias razas de trotones a nivel mundial, por ejemplo, el Trotón francés, el Trotón americano, y el Trotón de Orlov.
En España, el trotón es un tipo de caballo no muy conocido, a excepción de las Islas Baleares, donde la afición por el trote tiene una larga historia.

### Deportes ecuestres
Este tipo de cría se orienta a producir buenos caballos para los deportes ecuestres, y en particular los comprendidos bajo el rótulo disciplinas olímpicas, como son : Salto ecuestre ; Doma clásica ; Concurso completo de equitación. Por ejemplo, el haras de Zangersheide está especializado en producir caballos muy buenos para el salto de obstáculos.
El precio de un buen caballo para deporte ecuestre es extremadamente variable, dependiendo de la edad del animal, de su grado de preparación, y de su potencial para la competición. En el año 2012 y en Francia, el precio medio de un caballo de 3 años vendido en subasta, fue de unos 9000 €, pero este valor perfectamente puede llegar a 30 000 € en ciertos casos, particularmente si quien convoca es la Agencia Fences.
Otra fuente de ingreso no despreciable para los haras puede llegar a ser el semen de caballo destinado a la inseminación artificial, particularmente el que proviene de machos que hayan tenido resultados deportivos destacados, así como de machos purasangre.
En fin, hay haras que ofrecen un servicio completo de asistencia a la reproducción, desde la monta hasta la asistencia al parto (véase por ejemplo la propuesta del 'Haras Rapetti':). Otros haras no han escatimado esfuerzos en introducir biotecnología de punta, entre otras cosas controlando tanto semen como embriones (consultar los ofrecimientos del 'Haras Don Carlos':).

### Recreación y equinoterapia
La cría de caballos y de asnos también puede tener como objetivo principal, destinarlos a usos recreativos y de esparcimiento ; los compradores pueden ser los propios centros ecuestres o personas individuales. Los caballos de color como por ejemplo el caballo crema, el caballo palomino, o el caballo appaloosa, también son muy apreciados con esta finalidad, en especial en Estados Unidos.
Y dentro de la recreación y el equiturismo, en algunos casos se inserta o se asocia la equinoterapia, que puede aportar ventajas en cuanto a aspectos psíquicos basados en la presencia de un caballo como « mediador terapéutico », y también en cuanto a aspectos psicomotores y corporales (equilibrio, fortalecimiento muscular, coordinación, etc).
El objetivo principal de la equinoterapia es de poder disminuir o mejor sobrellevar síntomas del paciente tales como afecciones psicopatológicas o físicas, con la ayuda y participación de un caballo, y orientada tanto a adultos como a niños, que presenten dificultades psicológicas y/o físicas y/o comportamentales de algún tipo, o patologías mentales más graves como psicosis o autismo, o trastornos importantes de motricidad y coordinación.
En la equinoterapia, el caballo es usado como mediador e intermediario, y en tanto es un ser viviente, que tiene calor interno, que se mueve, y que por lo general tiene cierta dulzura en su comportamiento, siendo no agresivo, adaptado a las situaciones que se le plantean, y socialmente valorizado, se rescatan en esta actividad aspectos muy positivos. Pero por otra parte, su tamaño y porte suelen impresionar a quienes lo montan o se acercan a él, sirve como medio de transporte en pequeñas y medianas distancias, y a quienes tienen discapacidades o minusvalías, les permite entrar en contacto con un ser vivo y activo, que no juzga y que no opina… El encuentro de una persona con un caballo, al que puede tocar, acariciar, recostarse en él y pasear sobre su lomo, permiten una comunicación estrecha y una empatía singular entre el paciente y el animal. Para que la terapia con un equino pueda cumplirse de manera provechosa, no es obligatorio que el paciente deba montar en el animal, pues a veces simplemente se lo utiliza para establecer un contacto, y trabajar en torno a las necesidades y dependencias del animal, estimulando los sentimientos de solidaridad y responsabilidad del paciente para con ese otro ser, y tratando de que asuma pequeñas tareas (llevarlo del box a otro lado, bañarlo o refrescarlo, darle de beber, cepillarlo, etc); implica también pensar en el otro, pensar en el animal, estando consciente de sus necesidades actuales y futuras. A los efectos señalados, distintos tipos de animales pueden servir (perros, aves, delfines, etc),
 pero el uso de caballos para fines terapéuticos tiene prestigio social, por lo que se ha incrementado con el surgimiento de la psicoterapia y el aprendizaje asistido por equinos.

### Trabajo

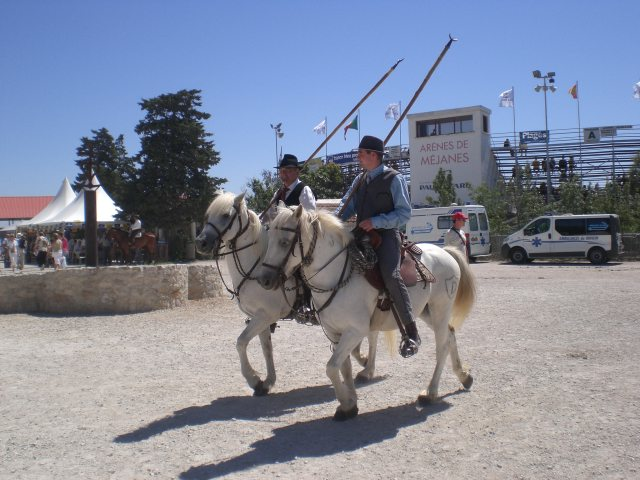
El caballo de Camargue es principalmente criado para el trabajo con ganado, y en las fiestas tradicionales, no es raro encontrarlos junto con sus criadores o cuidadores.

Particularmente en ciertas regiones, el caballo es criado y tratado pensando en que se lo destinará al trabajo, y en particular, al trabajo con ganado. En Francia, esto es particularmente cierto en la región de Camargue, y lo es también en otros países, en muchos casos por seguir una tradición o un folklore.
La raza Camargue proporciona animales ágiles, robustos, y capaces de resistir extendidas etapas y complicadas inclemencias climáticas. En líneas generales, estos ejemplares dan buenos resultados en todas las disciplinas ecuestres (doma clásica, y también concurso completo, salto de obstáculos, equitación de esparcimiento, turismo ecuestre, e incluso enganches ecuestres).

### Carne equina

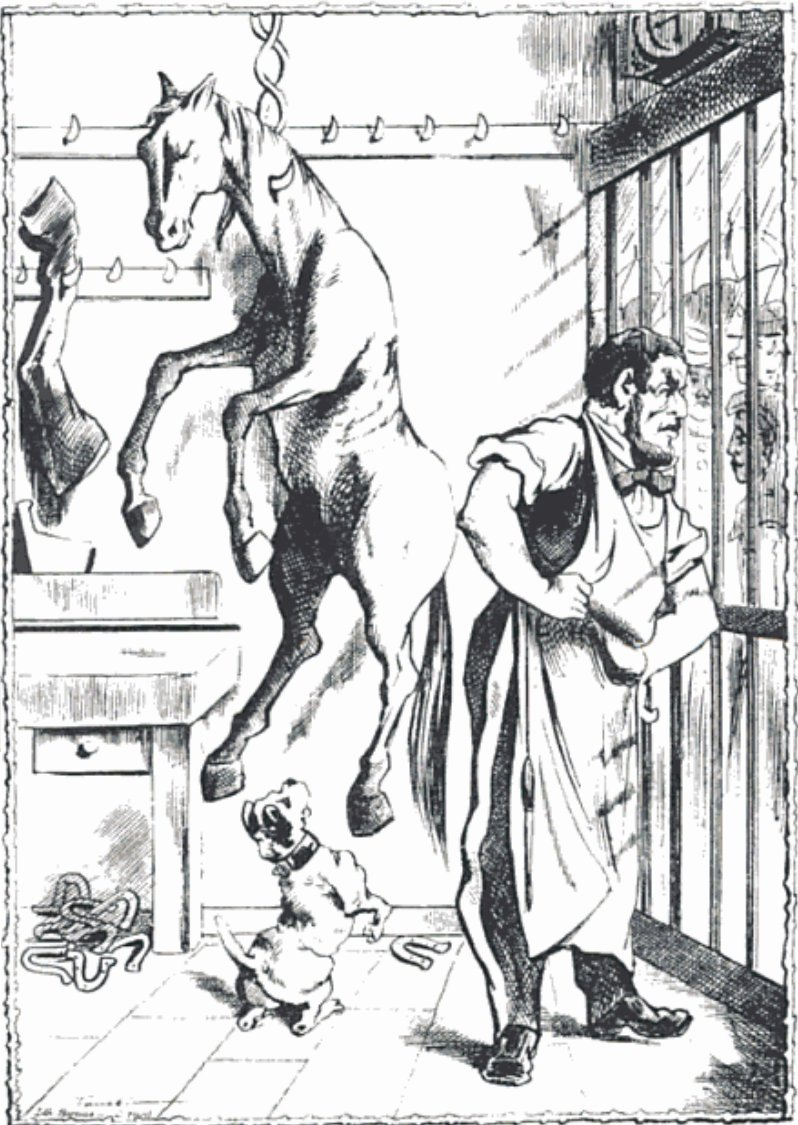
Hipofagia durante el sitio de París de 1870 ; grabado representando a una mujer frente a un carnicero, el que intenta disimular a un caballo colgado de un gancho.

La producción de equinos, principalmente razas de tiro y asnos, con la finalidad de comercializar sus carnes, actualmente es una actividad que consiste en criar animales hasta la edad de unos dieciocho meses, para luego venderlos al peso a los mataderos, los que seguidamente proveen de carne a las carnicerías de caballos.

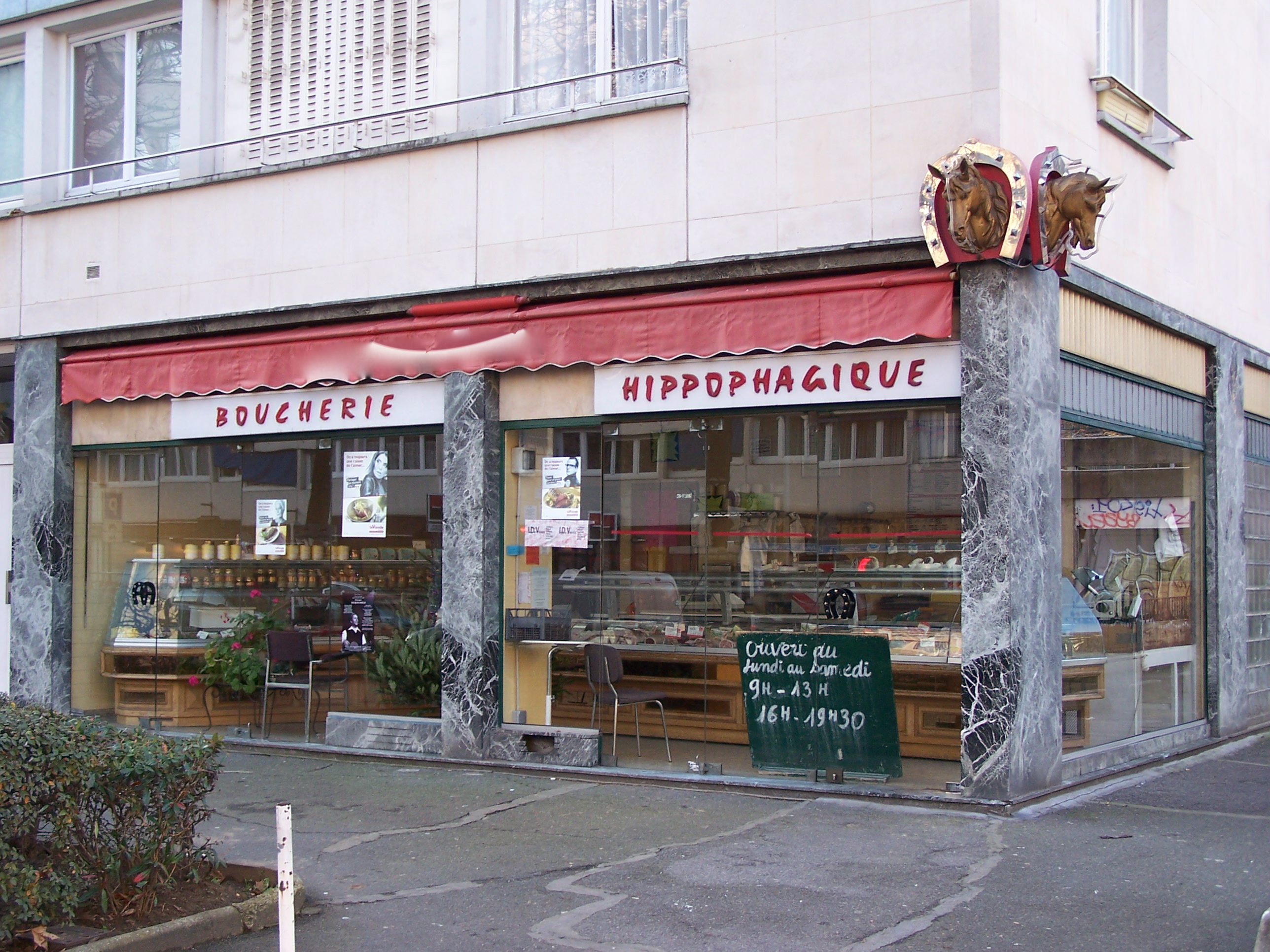
Carnicería equina (Boucherie chevaline) en la rue de la Glacière, en París, Francia.

Aún en países donde no hay tradición de comer carne de equinos, este sector está hoy día en desarrollo pues la carne de caballo sencillamente se exporta, aunque naturalmente, para que esta actividad pueda llegar a prosperar, se requiere que el país en cuestión tenga un número suficiente de equinos, y también que cuente con un buen estatus sanitario. En Uruguay por ejemplo, donde no hay tradición de consumo de carne equina, los caballos que se faenan en los frigoríficos son de todas las categorías, y comprenden “animales mal domados, o que no sirven para trabajar, o con alguna lesión, o ejemplares de descarte de tropillas”.
En realidad, la historia de la hipofagia es a la vez larga y compleja. En la antigüedad, los caballos salvajes eran cazados y consumidos como fuente de proteínas.
Con posterioridad, cuestiones culturales y religiosas plantearon reticencias o prohibiciones respecto del consumo humano de carne de equinos. El rechazo natural a la hipofagia está asociado al estatus particular del caballo respecto del hombre en la sociedad, pues en ciertos casos se tiene alta consideración a este animal, ya que se lo considera un fiel compañero, y ya que se le reconoce con estima los servicios que presta. En realidad, los tabúes contra el consumo de ciertos tipos de carne no se refieren únicamente a los equinos, sino que abarcan otros tipos de carnes tales como la de cerdo, camello, vaca, perro, pescado, y aún la carne de gallina y sus huevos. Un interesante estudio de Frederick J. Simoons intenta dar explicación al origen y propagación de las distintas aversiones alimentarias, que de un modo u otro se han introducido en algunas sociedades, desde la antigüedad hasta nuestros días.

## Oficios especializados
Para la cría de equinos, son esenciales la participación de un criador, de un evaluador, y de un inseminador. Los criadores naturalmente deben trabajar en estrecha relación con varios otros profesionales, tales como los herreros, los comerciantes de caballos, y los veterinarios.

### Responsable de cría y agente de cría
Se distinguen a:
- Responsable de la cría equina, quien puede trabajar por su cuenta o ser un empleado de un establecimiento de cría de gran tamaño, y cuya misión es entrenar y mantener en forma a los caballos, facilitar los nacimientos, criar los potrillos, y optimizar la estrategia de venta según el mercado al que se tenga acceso.[124]
- Agente de cría, que tiene una misión más limitada que el anterior: mantenimiento de los establos, prados, y equipos; compra o cosecha del forraje; atenciones y cuidados de rutina; etc.[124]